# ريتشارد كوهن (كاتب)
ريتشارد كوهن (بالإنجليزية: Richard Cohen) هو مبارز بالسيف وكاتب بريطاني، ولد في 9 مايو 1947 في برمنغهام في المملكة المتحدة.

## وصلات خارجية
- ريتشارد كوهن على موقع أوليمبيديا (الإنجليزية)
- ريتشارد كوهن على موقع اللجنة الأولمبية البريطانية (الإنجليزية)